# Възхищение
Възхищението е социална емоция, която се изпитва при наблюдение на хора с компетентност, талант или умения, надхвърлящи стандартите. Възхищението улеснява социалното обучение в групи. Възхищението мотивира самоусъвършенстването чрез учене от ролеви модели.

## Дефиниция
Сара Алгоу и Джонатан Хайд включват възхищението в категорията на емоциите, възхваляващи други, наред със страхопочитание, възвишение и благодарност.

## Функция
Изучаването на умения е толкова важно за нашата еволюция, че сме започнали да се чувстваме положително към талантливи или сръчни хора, за да се доближим до тях и да копираме техните действия. Възхищението е емоцията, която улеснява ученето в социалните групи.